# Тышкевич, Станислав Михайлович
Станислав Михайлович Тышкевич (пол. Stanislas Tyszkiewicz; 28 декабря 1887 — 20 июля 1962, Рим) — граф, католический священник, иезуит, автор многочисленных книг и статей на русском языке, участник Русского апостолата в Зарубежье.

## Биография
Родился 28 декабря 1887 году в Киевской губернии в католической семье Тышкевичей. Будучи гимназистом, под влиянием учителей-атеистов утратил веру и возвратился к ней лишь в 1904 году, вопреки желаниям родителей поступив в управляемую иезуитами семинарию в австрийском Инсбруке. В 1909 году вступил в австрийскую провинцию Общества Иисуса, вследствие чего утратил свои гражданские права в Российской империи. Был под вымышленным именем направлен в новициат в Бельгию для подготовки к миссионерской работе в Конго. В Бельгии бр. Станислав помогал вести библиотеку по русским вопросам известному специалисту по России Павлу Пирлингу; во время Первой мировой войны заботился о раненых русских солдатах в австрийских госпиталях. Рукоположён в сан священника в 1915 году.
В 1919 году сопровождал ватиканскую миссию, которая направлялась в Грузию, но из-за политической ситуации была вынуждена остаться в Константинополе, где о. Станислав участвовал в организации Миссии среди русских беженцев, в составе которой начала работать школа-интернат св. Георгия для русских мальчиков-эмигрантов (эта школа переехала впоследствии в Бельгию, а оттуда — во французский город Мёдон). Там же, в Константинополе, о. Станислав опубликовал на русском языке ряд брошюр о Католической Церкви (иногда под псевдонимом Сергей Босфоров), провел ряд конференций по вопросам веры, экклесиологии, нравственного богословия и духовности. В 1923 году, покинув Константинополь, отправился в Лион и Париж, где продолжил свою литературную деятельность (в Париже был издателем и редактором русского католического обозрения «Вера и Родина») и сборника "Католический временник». Также статьи Тышкевича выходили в академическом журнале «Zeitschrift für Katholische Theologie», издающемся при католическом университете в Инсбруке (Universität Innsbruck, Katholisch-Theologische Fakultät).
В 1937 году Тышкевич был направлен в Рим, в коллегию «Руссикум». Читал лекции в Папском Григорианском университете, проводил еженедельные встречи, посвященные русской церковной истории и духовности, преподавал русский язык. В «Руссикуме» о. Тышкевич собрал большую коллегию русских книг на религиозные темы, состоящую более чем из 5 тысяч томов редких дореволюционных изданий и сохранившуюся до сих пор.
В 1937 году о. Станислав перешел из латинского в славяно-византийский обряд и принял в качестве монашеского имя Евлампий. По другой версии — Евлампий — это его имя в постриге в великую схиму, то есть, он иеромонах Евлампий.
Дискутировал и переписывался с виднейшими философами русской эмиграции — С. Булгаковым, Флоровским, Бердяевым и Зеньковским. Никогда не прекращал литературной деятельности, написав ряд работ на догматические и нравственные темы, а особенное внимание уделяя экклесиологии (богословской науке о Церкви). Твердо отстаивал чистоту католической веры, негативно относился к распространившемуся к концу его жизни в «Руссикуме» духу иренизма и некритического преклонения некоторых преподавателей и учащихся перед жизнью и практикой Московской Патриархии.
Работая и живя в Руссикуме общался другими видными русскими католиками: Вячеславом Ивановичем Ивановым (1866—1949), жившим и преподавашим здесь, с писателем Борисом Николаевичем Ширяевым (1889—1959) и художниками Леонидом Михайловичем (1867—1937) и Риммой Никитичной Браиловскими (1877—1959), а также с Татьяной Львовной Сухотиной-Толстой (1864—1950).
Состоял в переписке с наблюдателем от РПЦЗ на Втором Ватиканском соборе протоиереем Игорем Трояновым.
Тышкевич был официальным цензором издательства «Жизнь с Богом», при посещении которого совершал богослужения в храме Благовещения Пресвятой Богородицы в Брюсселе. В периодике, издаваемой Ириной Михайловной Посновой, часто встречаются библиографические матераилы, рецензии на новые книги, подписанные «С. Т.», их автор Тышкевич. Также в Брюсселе под его редакцией вышла книга, которую можно назвать образцом экуменического характера, это публикация известного православного аскета епископа Феофана Затворника (Говорова) (1815—1894) «Путь ко спасению: Наставления святых отцов на „Отче наш“» . Он также опубликовал ряд книг совместно с русским центром им. Владимира Соловьева при Фордемском университете в Нью-Йорке.
Тышкевич в соавторстве с Марией Михайловной Волконской (1863—1943) опубликовал книгу «Дон Боско — друг беспризорных».
Публиковался в Католическом вестнике Русской епархии византийско-славянского обряда в Маньчжурии.

## Работы
- Церковь Богочеловека — New York — Roma, 1958. — 581 с.
- «Католичество»
- «Краткий катехизис»
- «Почему католики дорожат папством»
- «Возражения против безошибочности Римского епископа»
- «О происхождении греческого раскола»
- «Нерасторжимость христианского брака»
- «Святой Пий X» (в соавторстве с М. Н. Гавриловым)
- «Поход мексиканских большевиков на Церковь»